# Triphosa dyriata
Triphosa dyriata là một loài bướm đêm trong họ Geometridae.